# Chehalis Village
Chehalis Village az Amerikai Egyesült Államok északnyugati részén, Washington állam Grays Harbor megyéjében elhelyezkedő önkormányzat nélküli település. A 2000. évi népszámláláskor 346 lakosa volt.

## Népesség
A település népességének változása:

| 1990 | 282 |
| 2000 | 346 |